# Katedra Najświętszego Serca Jezusa w Davenport
Katedra Najświętszego Serca Jezusa w Davenport (ang. Sacred Heart Cathedral in Davenport) jest kościołem biskupim diecezji Davenport w Stanach Zjednoczonych. Świątynia została zbudowana w stylu neogotyk w latach 1890–1891. Mieści się przy 10th Street i Iowa Street. Pełni również funkcje kościoła parafialnego.  Katedra znajduje się na liście National Register of Historic Places.

## Galeria zdjęć

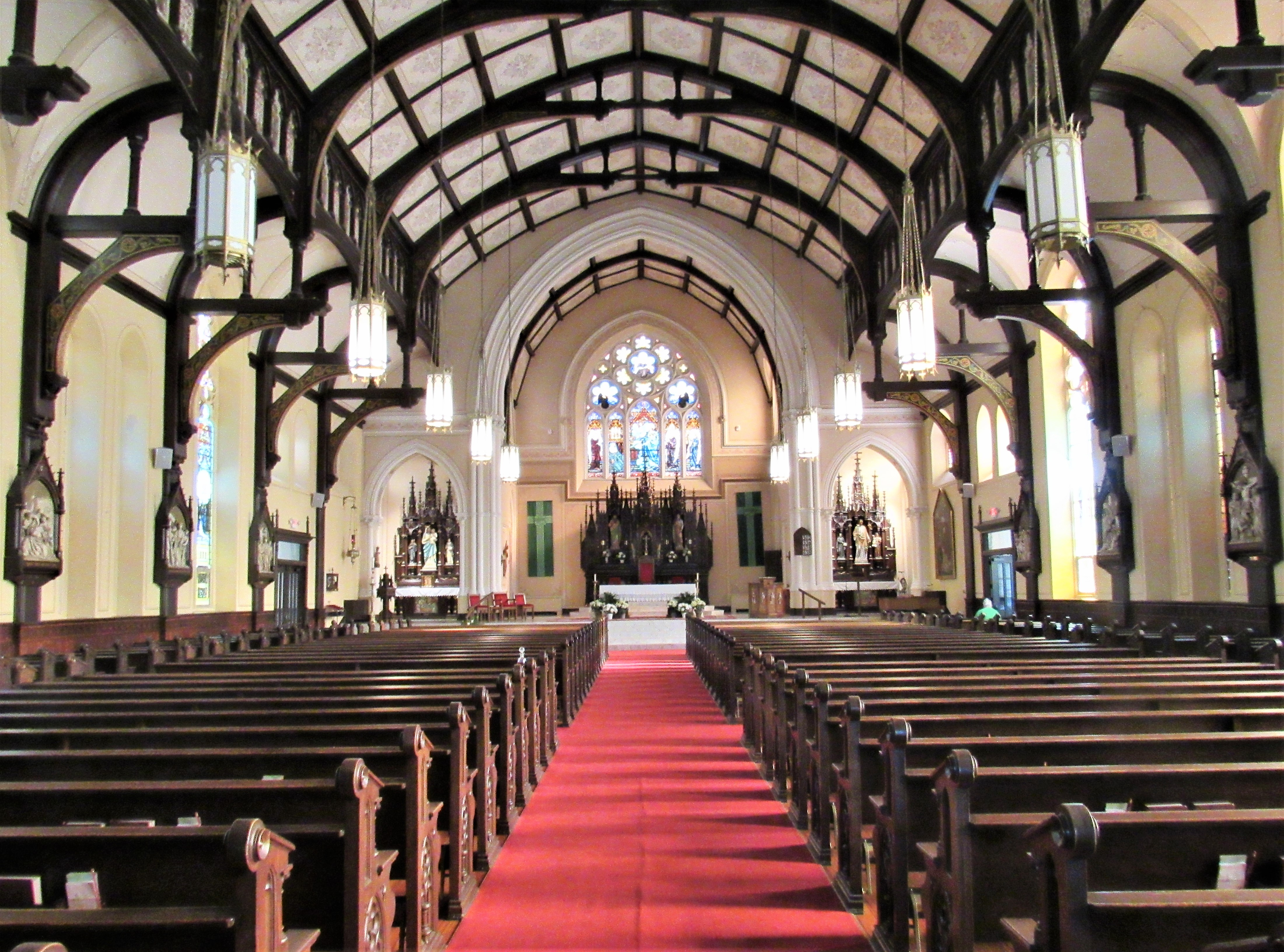
Wnętrze katedry
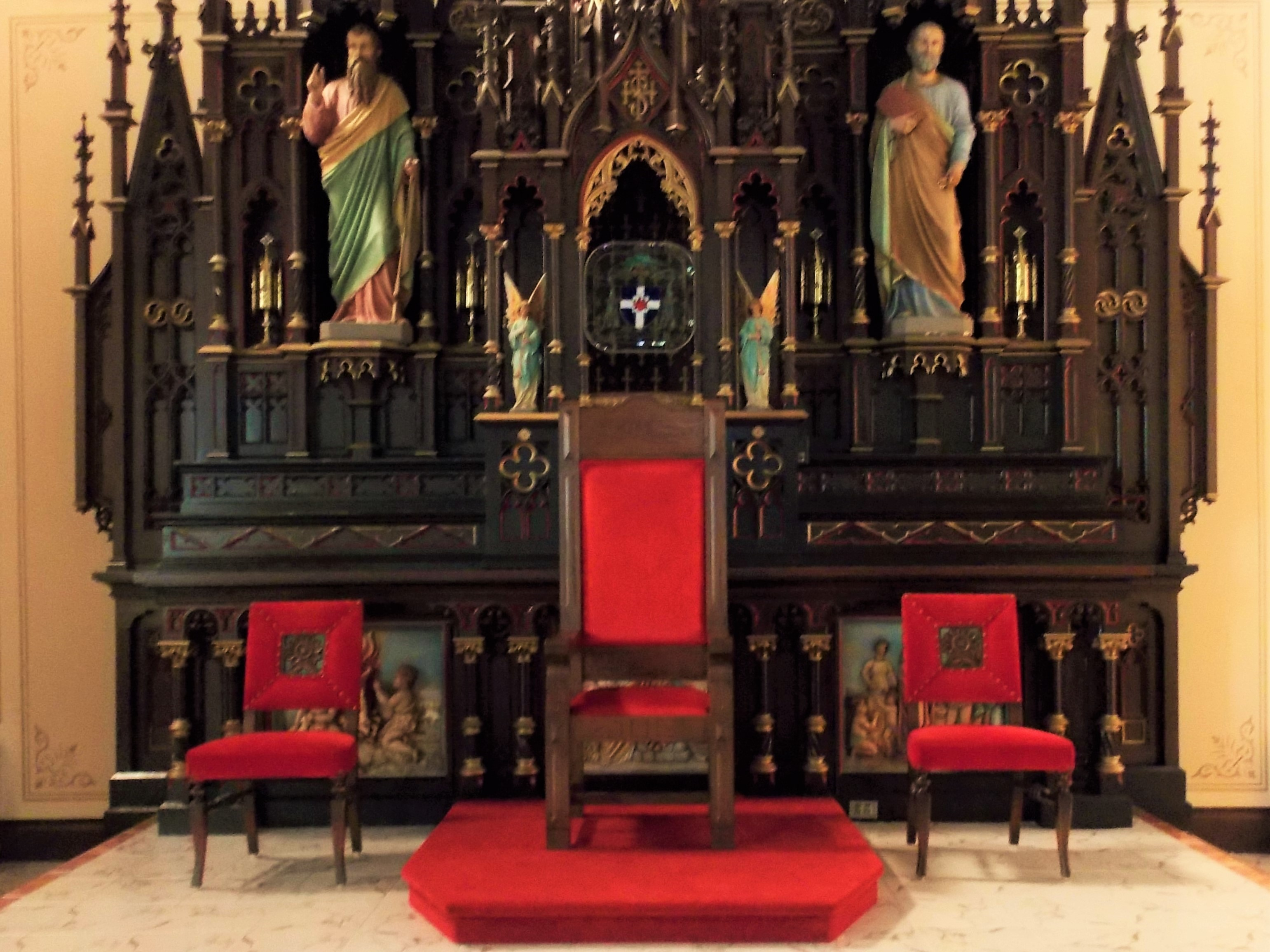
Tron biskupi
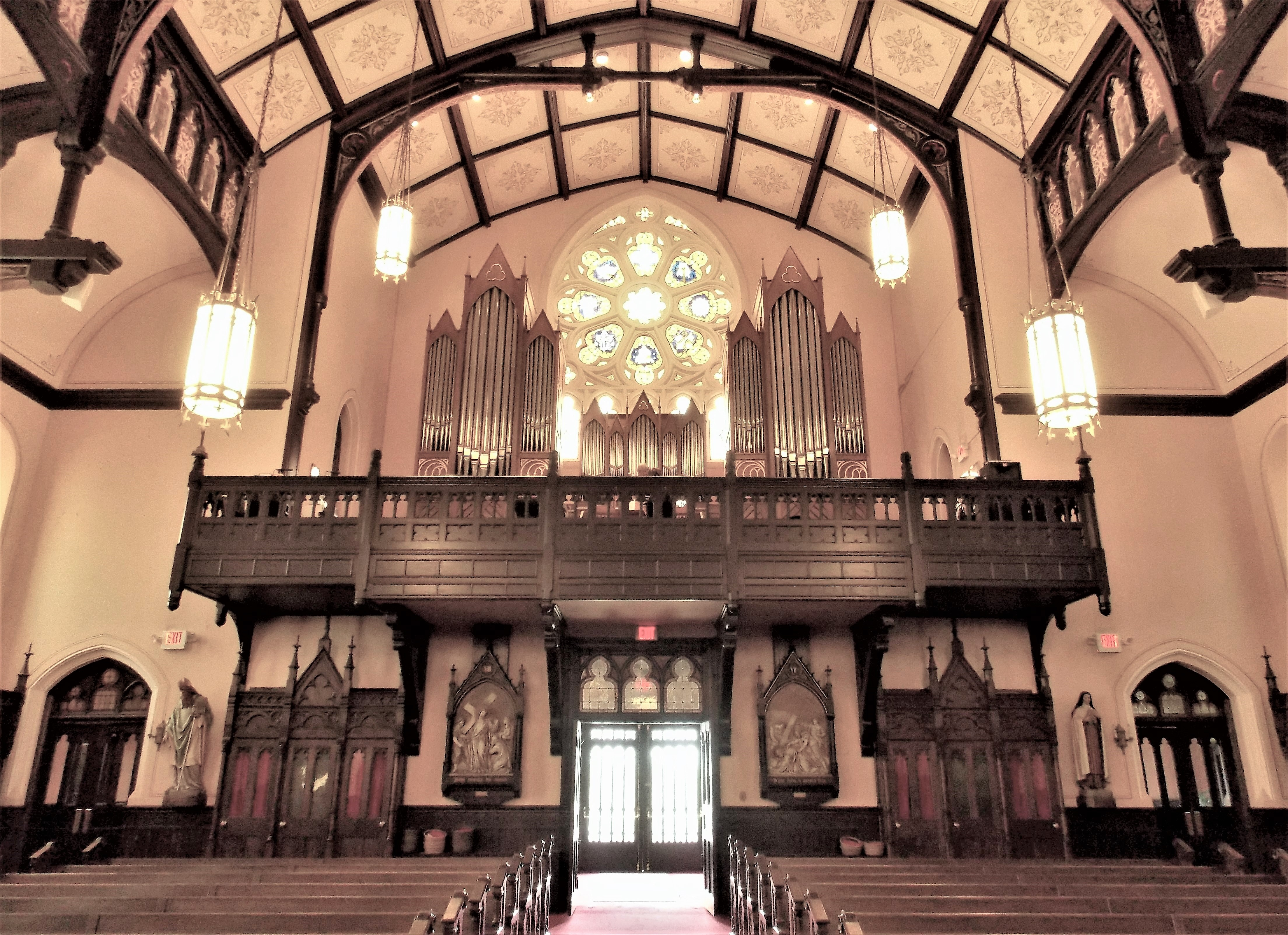
Prospekt organowy
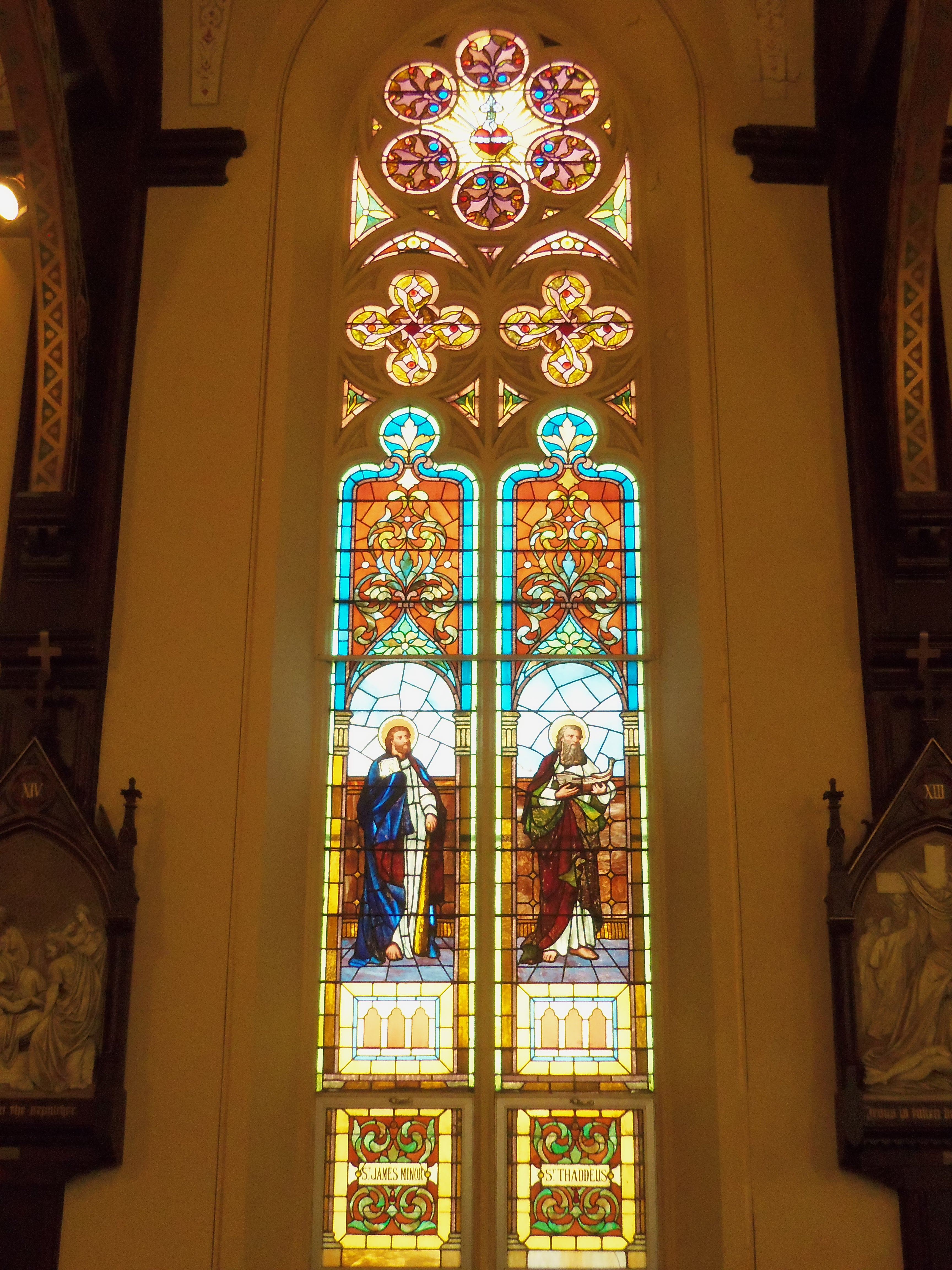
Witraż
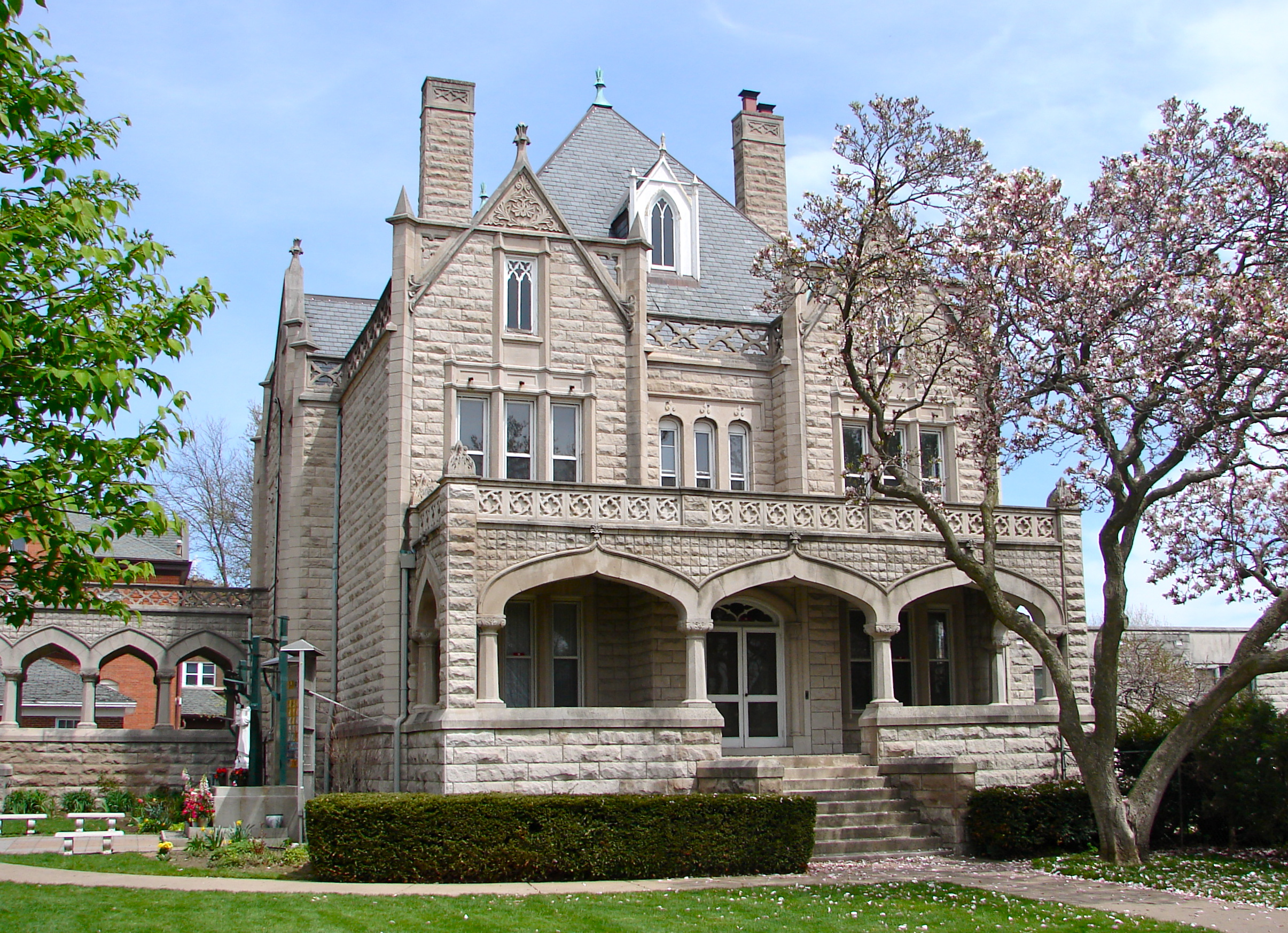
Plebania